# Omo 18-1967-18
Omo 18-1967-18, anche noto come Omo 18 o Omo 18-18, è il nome di repertorio di una mascella fossilizzata di Paranthropus aethiopicus, trovata nel 1967 da Camille Arambourg e Yves Coppen nella Valle dell'Omo in Etiopia.

## Descrizione
Nel 1967, Camille Arambourg e Yves Coppens rinvennero la mascella nel corso inferiore del fiume Omo, vicino al lago Turkana, in Etiopia, datato ad circa 2,6 milioni di anni fa. La scoperta non ebbe molto seguito fino al 1985, quando il paleoantropologo americano Alan Walker scoprì un teschio, il cosiddetto "Teschio Nero" (KNM WT 17000), appartenente alla stessa specie di ominide.